# Anne de Mortimer
Anne de Mortimer, grevinde af Cambridge (født 27. december 1390 i Westmeath i Irland, død 22. september 1411) var datter af Roger Mortimer, 4. jarl af March (1374 – 1398) og grevinde Alianore Holland (1373 – 1405). 

## Efterkommer af kong Edvard 3. af England
Anne de Mortimer var sønnedatter af Philippa Plantagenet, 5. grevinde af Ulster (1355 – 1382). Philippa Plantagenet var datter af Lionel af Antwerpen, 1. hertug af Clarence og Elizabeth de Burgh, 4. grevinde af Ulster (efterkommer af kong Henrik 3. af England). Philippa Plantagenet var sønnedatter af kong Edvard 3. af England.

## Ægteskab og børn
Anne de Mortimer giftede sig med Richard af Conisburgh, 3. jarl af Cambridge (1385 – 1415), der var søn af Edmund af Langley, 1. hertug af York.  Richard af Conisburgh var også efterkommer af kong Edvard 3. af England.  
De blev forældre til datteren Isabel af York (1409 - 1484) og sønnen Richard Plantagenet, 3. hertug af York (1411 – 1460) samt farfar og farmor til kongerne Edvard 4. af England og Richard 3. af England. 

## Rosekrigene
Anne de Mortimer var oldebarn af Lionel af Antwerpen, der var kong Edvard 3. af Englands næstældste søn. På grund af sin mors slægtskab med Edvard 3. krævede Richard Plantagenet den engelske trone på vegne af Huset York. Dette udløste Rosekrigene (1455-1485), hvor rivalerne kom fra Huset Lancaster. 